# Balaklava
Balaklava (ukrajinsky a rusky Балаклава; krymskou tatarštinou Balıqlava) je sídlo a letovisko na jihozápadním pobřeží Krymu, v Balaklavském zálivu. V minulosti byla samostatným městečkem, od roku 1957 tvoří jeden z rajónů Sevastopolu.
25. října 1854 se poblíž městečka odehrála známá bitva u Balaklavy, jedna z hlavních bitev Krymské války. Angličané zde postavili první strategickou železnici v dějinách.
V období Sovětského svazu byla Balaklava (stejně jako Sevastopol) uzavřeným městem; byly zde deponovány ponorky a různé objekty strategického významu. V 90. letech bylo místo zpřístupněno turistům a v současnosti je jedním z nejvyhledávanějších krymských letovisek. V roce 2022 se zde začal budovat jeden z největších jachtařských přístavů v Černém moři.